# Командный чемпионат СССР по шахматной композиции 1960
Командный чемпионат СССР по шахматной композиции 1960 — 3-й командный чемпионат.
Проводился по 5 разделам: двухходовки — 3 темы, трёхходовки и этюды — по 2, многоходовки 
и кооперативные маты — по 1. 
На каждую тему команды имели право представить по 1 композиции, которые оценивались от 11 до 1 очка. 
Участники — 11 команд: 98 задач и этюдов 102 авторов. Зачётных композиций — 63. Победитель — команда Москвы-1 (74½ очка из 99). 
Судьи: К. Григорьев и А. Батурин (двухходовки), Л. Загоруйко и С. Лейтес (трёхходовки), П. Керес (многоходовки), А. Студенецкий и А. Сарычев (этюды), М. Гордиан (кооперативные маты).
Составы команд-победительниц: 
1. Москва-1 — Д. Банный, А. Беленький, Я. Владимиров, Кофман, Ан. Кузнецов, Лошинский, Сахаров, Е. Умнов, В. Фигман, В. Чепижный;
2. Латвия — Валциньш, Ведерс, А. Десмитниекс, Домбровскис, Драйска, И. Кулис, Лаздиньш, В. Силканс, Юрка;
3. Украина-1 — Бондаренко, А. Глущак, Т. Горгиев, Лившиц, В. Мельниченко, А. Молдованский, Ю. Павлов, Руденко, Самотугов.

## Таблица
| Команды         | Разделы, число досок и зачётных очков | Разделы, число досок и зачётных очков | Разделы, число досок и зачётных очков | Разделы, число досок и зачётных очков | Разделы, число досок и зачётных очков | Разделы, число досок и зачётных очков | Разделы, число досок и зачётных очков | Разделы, число досок и зачётных очков | Разделы, число досок и зачётных очков | Разделы, число досок и зачётных очков | Разделы, число досок и зачётных очков | Разделы, число досок и зачётных очков | Разделы, число досок и зачётных очков | Очки |
| Команды         | двухходовки                           | двухходовки                           | двухходовки                           |                                       | трёхходовки                           | трёхходовки                           |                                       | многоходовки                          |                                       | этюды                                 | этюды                                 |                                       | кооперативные маты                    | Очки |
| Команды         | 1                                     | 2                                     | 3                                     |                                       | 1                                     | 2                                     |                                       | 1                                     |                                       | 1                                     | 2                                     |                                       | 1                                     | Очки |
| --------------- | ------------------------------------- | ------------------------------------- | ------------------------------------- | ------------------------------------- | ------------------------------------- | ------------------------------------- | ------------------------------------- | ------------------------------------- | ------------------------------------- | ------------------------------------- | ------------------------------------- | ------------------------------------- | ------------------------------------- | ---- |
| Москва-1        | 9                                     | 6                                     | 9                                     |                                       | 11                                    | 11                                    |                                       | 7                                     |                                       | 0                                     | 11                                    |                                       | 10½                                   | 74½  |
| Латвия          | 7                                     | 10                                    | 11                                    |                                       | 10                                    | 9½                                    |                                       | 9                                     |                                       | 0                                     | 0                                     |                                       | 0                                     | 56½  |
| Украина-1       | 11                                    | 7                                     | 7                                     |                                       | 5                                     | 7½                                    |                                       | 5                                     |                                       | 5                                     | 9                                     |                                       | 0                                     | 56½  |
| Москва-2        | 10                                    | 11                                    | 8                                     |                                       | 8                                     | 7½                                    |                                       | 0                                     |                                       | 0                                     | 7                                     |                                       | 0                                     | 51½  |
| РСФСР (сборная) | 6                                     | 0                                     | 10                                    |                                       | 6                                     | 9½                                    |                                       | 11                                    |                                       | 8                                     | 0                                     |                                       | 0                                     | 50½  |
| Ленинград       | 3                                     | 5                                     | 0                                     |                                       | 7                                     | 0                                     |                                       | 8                                     |                                       | 6                                     | 0                                     |                                       | 10½                                   | 39½  |
| РСФСР—Урал      | 8                                     | 9                                     | 0                                     |                                       | 9                                     | 0                                     |                                       | 0                                     |                                       | 7                                     | 6                                     |                                       | 0                                     | 39   |
| Белоруссия      | 4                                     | 4                                     | 0                                     |                                       | 4                                     | 5½                                    |                                       | 0                                     |                                       | 10                                    | 10                                    |                                       | 0                                     | 37½  |
| Грузия          | 0                                     | 3                                     | 0                                     |                                       | 0                                     | 0                                     |                                       | 10                                    |                                       | 11                                    | 8                                     |                                       | 0                                     | 32   |
| Украина-2       | 5                                     | 8                                     | 0                                     |                                       | 0                                     | 5½                                    |                                       | 4                                     |                                       | 4                                     | 0                                     |                                       | 0                                     | 26½  |
| Казахстан       | −3                                    | 0                                     | 0                                     |                                       | 3                                     | 0                                     |                                       | 6                                     |                                       | 9                                     | 0                                     |                                       | 0                                     | 15   |